# Ceriana
Ceriana (en ligur Çeriana) és un comune italià, situat a la regió de la Ligúria i a la província d'Imperia. El 2011 tenia 1.256 habitants.

## Geografia
Situat a uns 110 quilòmetres al sud-oest de Gènova i a uns 20 a l'oest d'Imperia, compta amb una superfície de 31,79 km² i les frazioni de Madonna della Villa i Passo Ghimbegna. Limita amb les comunes de Badalucco, Bajardo, Sanremo i Taggia.

## Ciutats agermanades
- Guisa